# Stare Oborzyska
Stare Oborzyska (pol. hist. Oborzyska) – wieś w Polsce położona w województwie wielkopolskim, w powiecie kościańskim, w gminie Kościan.

## Położenie
W Starych Oborzyskach znajduje się przystanek kolejowy Oborzyska Stare na linii kolejowej Wrocław-Poznań. Na zachód od wsi przebiega droga krajowa nr 5.

## Historia
Miejscowość pierwotnie związana była z Wielkopolską. Istnieje co najmniej od początku XV wieku. Wymieniona w łacińskim z 1364  jako „Oborziszcza”, 1395 „Oborszick”, 1420 „Oborziska”, 1420 „Oborzyska”, 1473 „Obrziczska”.
Miejscowość była początkowo wsią szlachecką należącą do lokalnych rodów wielkopolskich Gryżyńskich, Kiełbowskich, Zarembów. W 1474 leżała w powiecie kościańskim Korony Królestwa Polskiego. W 1417 byla siedzibą własnej parafii w dekanacie Zbąszyń.
Pierwszy znany zapis o wsi z 1364 mówi o tym, że  Falimir dziedzic Kawczyna i Oborzysk zapisał na tych wsiach czynsz dla altarii św. Elżbiety w katedrze poznańskiej. W 1395 odnotowano Piotra z Oborzysk, który przegrał proces o konia z woźnym i miał zapłacić w ramach odszkodowania jedną grzywnę oraz 8 skudów.
W latach 1420-1432 jako dziedzica we wsi odnotowano Przybysława Gryżyńskiego z Gryżyny, który w 1428 prowadził spór sądowy z Jakuszem Jaromirskim. W 1445 Gryżyńscy i Jaszkowscy dokonują podziału majątku, m.in. w Gryżynie spadkiem po stryju Przybysławie w wyniku czego Jan Jaszkowski otrzymał m.in. Oborzyska. W 1448 następuje podział majątku między braćmi Jaszkowskimi synami Wyszaka Gryżyńskiego w wyniku którego Andrzej Jaszkowski otrzymał połowę Raszkowa oraz m.in. Oborzysko wraz z prawem patronatu.
W 1473 Abraham Kiebłowski wraz z żoną Katarzyną posiadali m.in. Kiebłowo oraz połowy Jaszkowa i Oborzyska. W 1473 Abraham jako dziedzic Oborzysk, Kurowa (koło Kościana oraz części Gołębina zapłacił karę. W 1474 Abraham z żoną sprzedał Oborzysko  z zastrzeżeniem prawa odkupu Maciejowi oraz Wojciechowi braciom niedzielnym z Krzyżanowa za 270 grzywien.
W 1517 Mikołaj Potulicki z żoną Małgorzatą Kiebłowską wykupili za 100 grzywien czynsz w wysokości 8 grzywien przeznaczony dla altarii kościańskiej, ciążący na Kurowie, Kawczynie i Oborzyskach. W 1523 Mikołaja pozwał Piotr altaryst w Kościanie o jedną grzywnę czynszu z Oborzyska, zaległego za dwa lata. W 1561 Andrzej i Jan Zarembowie z Kalinowej podzielili się majątkiem po ojcu Mikołaju Potulickim oraz  matceMałgorzacie w wyniku czego Andrzej otrzymał m.in. Oborzyska oraz Kiebłowo.
W źródłach historycznych zachowały się także informacje o zwykłych mieszkańcach wsi. W 1420 odnotowano dwóch kmieci oborzyskich -  Piotra i Janusza. Na pastwiskach w Kiełczewie zatrzymano ich konie ale sąd zwolnił ich od kary, ponieważ poręczył za nich Stanisław Słap Dąbrowski z Palędzia, wyjaśniając, że Kielczewo nie było zapowiedziane przed sądem ziemskim. W 1426 wymieniono dwóch kmieci oborzyskich: Pawła Logąsza oraz Jerzego, którzy toczyli spór sądowy z Janem przebywającym w Kiełczewie o zajęte im w Kiełczewie 12 koni wraz z wozami.
Miejscowość odnotowano również w historycznych rejestrach poborowych. W 1530 miał miejsce pobór od 5 łanów, a z pozostałych łanów nie zapłacono z powodu pożaru. W 1563 pobrano podatki od 8 i 3/4 łana, karczmy dorocznej oraz dwóch komorników. W 1580 pobór zapłacili dzierżawcy majątku Marcin Sułocki od 3 łanów, dwóch zagrodników i połowy łana opuszczonego oraz Andrzej Sułocki od 4 łanów, jednego zagrodnika i dwóch łanów opuszczonych.
W 1564 kościół parafialny w Oborzyskach został sprofanowany przez innowierców i opuszczony. Biskup poznański Adam Konarski z tego powodu na prośbę Łukasza Rydzyńskiego dziedzica w Kawczynie przyłączył wieś do parafii Bonikowo na tak długo, dopóki kościół w Oborzyskach nie wróci do pierwotnego stanu. W XVI wieku odnotowano murowany, jednonawowy gotycki kościół Wszystkich św. oraz św. Mikołaja, który prawdopodobnie pochodzi z pierwszej połowy XVI wieku. Był on później przebudowywany.
Do czasu rozbiorów leżała w Rzeczypospolitej Obojga Narodów. Wskutek II rozbioru Polski w 1793, miejscowość przeszła pod władanie Prus i jak cała Wielkopolska znalazła się w zaborze pruskim. W XVII wieku właścicielem była rodzina Zbyszewskich, a w 1845 zapisano Gottloba Schulza. Różne źródła podają różne daty budowy kościoła: Słownik geograficzny Królestwa Polskiego podaje, że murowany kościół został zbudowany w 1672 roku na miejscu wcześniejszego, nowsze źródła wskazują I poł. XVI wieku (Maj, Dziewulska) albo XIV wiek (rejestr zabytków Narodowego Instytutu Dziedzictwa). Parafia należała do dekanatu kościańskiego. 
Pod koniec XIX wieku oprócz nazwy Oborzyska funkcjonowały: Oborzysko i Obrzysko oraz niemieckie Alt-Oborzysk. Wieś leżała wtedy w powiecie kościańskim. Domena Alt-Oborzysk obejmowała wtedy 15 domów oraz liczyła 171 mieszkańców (z czego 147 wyznania katolickiego). Ważną rolę odgrywała produkcja nabiału.
W latach 1954–1959 wieś należała i była siedzibą władz gromady Oborzyska Stare, po jej zniesieniu w gromadzie Kiełczewo. W latach 1975–1998 miejscowość administracyjnie należała do województwa leszczyńskiego. W 2011 Stare Oborzyska liczyły 1232 mieszkańców.

## Zabytki
W Starych Oborzyskach ochronie jako zabytki podlegają:
- gotycki kościół pw. Matki Bożej Pocieszenia z I poł. XVI wieku z historycznym wyposażeniem[6]
- park przypałacowy z I poł. XIX wieku

## Ludzie związani miejscowością
Ze Starych Oborzysk pochodzi Augustyn Brzeżański − pułkownik, uczestnik powstania listopadowego.